# Puits Blain
Pour les articles homonymes, voir Delmas.
Puits Blain est un grand village de Delmas, situé dans le département de l'Ouest et dans l'arrondissement de Port-au-Prince (entre Delmas, Pétion-Ville et Tabarre) une partie de ce quartier de Puits Blain 1 à Puits Blain 24 fait partie de la commune de Pétion-Ville. de 24 à Puits Blain 32  fait partie de la commune de Delmas. Puits Blain a des rues limitrophes de Tabarre. 